# بابی فیلیپس (بازیکن بسکتبال)
بابی فیلیپس (انگلیسی: Bobby Phillips؛ زادهٔ ۱۹۷۵) بازیکن بسکتبال اهل ایالات متحده آمریکا است.